# 나이토 시게요리
나이토 시게요리(일본어: 内藤重頼, 1628년 ~ 1690년 12월 27일)는 에도 시대 초기의 하타모토, 다이묘이다. 가와치 돈다바야시 번 초대 번주를 지냈다. 다카토 번 나이토가 제5대 당주(제6대 당주라는 설도 있다).
아와 가쓰야마 번주 나이토 마사카쓰의 장남으로 태어났다. 부친이 젊은 나이에 요절하여 시게요리는 어린나이에 가독을 이어받았지만 어린나이라는 이유로 아와 가쓰야마 2만석에서 5천석만 물려받아 다이묘지위를 잃게 되어 하타모토로 전락하였다. 이에 아와 가쓰야마 번은 폐번되었다.
|  | 제1대 돈다바야시 번 번주 (나이토가) 1684년 ~ 1690년 | 후임 나이토 기요카즈 |

| 전임 쓰치야 마사나오 | 제17대 오사카 조다이 1685년 ~ 1687년 | 후임 마쓰다이라 노부오키 |

| 전임 쓰치야 마사나오 | 제10대 교토 쇼시다이 1687년 ~ 1690년 | 후임 마쓰다이라 노부오키 |